# Aletis macularia
Aletis macularia är en fjärilsart som beskrevs av Fabricius 1781. Aletis macularia ingår i släktet Aletis och familjen mätare. Inga underarter finns listade i Catalogue of Life.